# میساتو کاتسوراگی
ميساتو كاتسوراگى یکی از شخصیت‌های اصلی انیمه نئون جنسیس اونگلیون است. او افسر ارشد عملیات در سازمان نيرڤ. میساتو زنی شجاع و باهوش است که توانایی بالایی در رهبری عملیات نظامی دارد، اما در زندگی شخصی‌اش نامنظم و بی‌مسئولیت به نظر می‌رسد. او رابطه‌ای پیچیده با گذشته‌اش دارد، به ویژه با پدرش که در کودکی جان خود را برای نجات او فدا کرد. در طول داستان، او به عنوان یک حامی و راهنما برای شینجی ایکاری عمل می‌کند و تلاش می‌کند او را در برابر سختی‌های روانی و عاطفی که با آن‌ها مواجه می‌شود، حمایت کند.

## پانويس
1. ↑  "Misato Katsuragi". Evangelion (به انگلیسی). Retrieved 2025-03-27.